# 1886
| [ Edytuj tabelę ]              | |
| Król Polski (tytularny)        | - 1881 Aleksander III Romanow 1894 |
| Emir Afganistanu               | - 1880 Abdur Rahman Chan 1901 |
| Współksiążęta Andory           | - 1879 Salvador Casañas i Pagès 1901 - 1879 Jules Grévy 1887                                                                           |
| Prezydent Argentyny            | - 1880 gen. Julio Argentino Roca 1886 - 1886 Miguel Juarez Celman 1890                                                                 |
| Cesarz Austrii                 | - 1848 Franciszek Józef I 1916 |
| Król Bawarii                   | - 1864 Ludwik II 1886 - 1886 Otto 1913                                                                                                 |
| Król Belgów                    | - 1865 Leopold II 1909 |
| Premier Belgii                 | - 1884 Auguste Beernaert 1894 |
| Prezydent Boliwii              | - 1884 Gregorio Pacheco 1888 |
| Cesarz Brazylii                | - 1831 Pedro II 1889 |
| Sułtan Brunei                  | - 1885 Hashim Jalilul Alam Aqamaddin 1906                                                                                              |
| Car Bułgarii                   | - 1879 Aleksander I Battenberg 1886 |
| Premier Bułgarii               | - 1884 Petko Karawełow 1886 - 1886 Klemens Drumew 1886 - 1886 Petko Karawełow 1886 - 1886 Wasił Radosławow 1887                        |
| Prezydent Chile                | - 1881 Domingo Santa María 1886 - 1886 José Manuel Balmaceda Fernández 1891                                                            |
| Cesarz Chin                    | - 1875 Guangxu 1908 |
| Premier Czarnogóry             | - 1879 Božo Petrović-Njegoš 1905 |
| Król Czech                     | - 1848 Franciszek Józef I 1916 |
| Król Danii                     | - 1863 Chrystian IX 1906 |
| Premier Danii                  | - 1875 Jacob Brønnum Scavenius Estrup 1894                                                                                             |
| Dalajlama                      | - 1876 Thubten Gjaco 1933 |
| Prezydent Dominikany           | - 1885 Alejandro Woss y Gil 1887 |
| Władca Egiptu                  | - 1879 Taufik Pasza 1892 |
| Premier Egiptu                 | - 1884 Nubar Pasza 1888 |
| Prezydent Ekwadoru             | - 1883 José Plácido Caamaño 1888 |
| Cesarz Etiopii                 | - 1871 Jan IV Kassa 1889 |
| Prezydent Francji              | - 1879 Jules Grévy 1887 |
| Premier Francji                | - 1885 Henri Brisson 1886 - 1886 Charles de Freycinet 1886 - 1886 René Goblet 1887                                                     |
| Król Grecji                    | - 1863 Jerzy I 1913 |
| Prezydent Gwatemali            | - 1885 Manuel Lisandro Barillas Bercián 1892                                                                                           |
| Prezydent Haiti                | - 1879 Lysius Salomon 1888 |
| Król Hawajów                   | - 1874 Kalākaua 1891 |
| Król Hiszpanii                 | - 1886 Alfons XIII 1931 |
| Premier Hiszpanii              | - 1885 Práxedes Mateo Sagasta 1890 |
| Król Holandii                  | - 1849 Wilhelm III 1890 |
| Premier Holandii               | - 1883 Jan Heemskerk 1888 |
| Prezydent Hondurasu            | - 1883 Luis Bográn Barahona 1891 |
| Szach Iranu                    | - 1848 Naser ad-Din Szah 1896 |
| Król Irlandii                  | - 1837 Wiktoria Hanowerska 1901 |
| Cesarz Japonii                 | - 1867 Mutsuhito 1912 |
| Premier Japonii                | - 1885 Hirobumi Itō 1888 |
| Kalif                          | - 1876 Abdülhamid II 1909 |
| Premier Kanady                 | - 1878 John Macdonald 1891 |
| Emir Kataru                    | - 1878 Kasim ibn Muhammad Al Sani 1913                                                                                                 |
| Prezydent Kolumbii             | - 1884 gen. Rafael Núñez 1886 - 1886 José María Campo Serrano 1887                                                                     |
| Patriarcha Konstantynopola     | - 1884 Joachim IV 1887 |
| Władca Korei                   | - 1863 Kojong 1907 |
| Prezydent Kostaryki            | - 1885 Bernardo Soto Alfaro 1890 |
| Emir Kuwejtu                   | - 1866 Abd Allah II 1892 |
| Prezydent Liberii              | - 1884 Hilary Johnson 1892 |
| Książę Liechtensteinu          | - 1858 Jan II Dobry 1929 |
| Wielki książę Luksemburga      | - 1849 Wilhelm III 1890 |
| Premier Luksemburga            | - 1885 Édouard Thilges 1888 |
| Sułtan Maroka                  | - 1873 Hassan I 1894 |
| Prezydent Meksyku              | - 1884 Porfirio Díaz 1911 |
| Książę Monako                  | - 1856 Karol III 1889 |
| Król Nepalu                    | - 1881 Prithvi 1911 |
| Premier Nepalu                 | - 1885 Bir Shumsher Jang Bahadur Rana 1901                                                                                             |
| Cesarz Niemiec                 | - 1871 Wilhelm I Hohenzollern 1888 |
| Kanclerz Niemiec               | - 1871 Otto von Bismarck 1890 |
| Prezydent Nikaragui            | - 1883 Adán Cárdenas 1887 |
| Król Norwegii                  | - 1872 Oskar II 1905 |
| Premier Nowej Zelandii         | - 1884 Robert Stout 1887 |
| Sułtan Omanu                   | - 1870 Turki ibn Sa’id 1888 |
| Papież                         | - 1878 Leon XIII 1903 |
| Prezydent Paragwaju            | - 1881 gen. Bernardino Caballero 1886 - 1886 Patricio Escobar 1890                                                                     |
| Prezydent Peru                 | - 1883 Miguel Iglesias 1886 - 1886 Antonio Arenas 1886 - 1886 Andrés Avelino Cáceres 1890                                              |
| Król Portugalii                | - 1861 Ludwik 1889 |
| Król Prus                      | - 1861 Wilhelm I 1888 |
| Car Rosji                      | - 1881 Aleksander III 1894 |
| Król Rumunii                   | - 1881 Karol I 1914 |
| Premier Rumunii                | - 1881 Ion Brătianu 1888 |
| Król Saksonii                  | - 1873 Albert I Wettyn 1902 |
| Prezydent Salwadoru            | - 1885 Francisco Menéndez Valdivieso 1890                                                                                              |
| Kapitanowie Regenci San Marino | - 1885 Antonio Michetti Marino Nicolini 1886 - 1886 Domenico Fattori Teodoro Ceccoli 1886 - 1886 Gaetano Simoncini Pietro Ugolini 1887 |
| Król Serbii                    | - 1882 Milan Obrenowić 1889 |
| Prezydent Szwajcarii           | - 1886 Adolf Deucher 1886 |
| Król Szwecji                   | - 1872 Oskar II 1907 |
| Premier Szwecji                | - 1884 Robert Themptander 1888 |
| Król Tajlandii                 | - 1868 Chulalongkorn 1910 |
| Król Tonga                     | - 1875 Jerzy Tupou I 1893 |
| Premier Tonga                  | - 1881 Shirley Waldemar Baker 1890 |
| Sułtan Turków                  | - 1876 Abdülhamid II 1909 |
| Prezydent Urugwaju             | - 1882 Máximo Santos 1886 - 1886 Francisco Antonino Vidal 1886 - 1886 Máximo Santos (p.o.) 1886 - 1886 Máximo Tajes 1890               |
| Prezydent USA                  | - 1885 Grover Cleveland 1889 |
| Prezydent Wenezueli            | - 1884 Joaquín Crespo 1886 - 1886 Antonio Guzmán Blanco 1887                                                                           |
| Król Węgier                    | - 1848 Franciszek Józef I 1916 |
| Premier Węgier                 | - 1875 Kálmán Tisza 1890 |
| Monarcha Wielkiej Brytanii     | - 1837 Wiktoria 1901 |
| Premier Wielkiej Brytanii      | - 1885 Robert Gascoyne-Cecil 1886 - 1886 William Ewart Gladstone 1886 - 1886 Robert Gascoyne-Cecil 1892                                |
| Król Włoch                     | - 1878 Humbert I 1900 |

Rok 1886 / MDCCCLXXXVI
stulecia: XVIII wiek ~
XIX wiek ~
XX wiek

dziesięciolecia:
1850–1859 •
1860–1869 •
1870–1879 •
1880–1889
• 1890–1899
• 1900–1909
• 1910–1919

lata: 1876 «
1881 «
1882 «
1883 «
1884 «
1885 «
1886
» 1887
» 1888
» 1889
» 1890
» 1891
» 1896

## Wydarzenia w Polsce
- 28 stycznia – w warszawskiej Cytadeli stracono Stanisława Kunickiego, współzałożyciela I Proletariatu.
- 27 lutego – Julius Dinder jako pierwszy od czasów średniowiecza nie-Polak został arcybiskupem poznańsko-gnieźnieńskim.
- 1 kwietnia – we Wrocławiu odkryto tzw. skarb zakrzowski. W piaskowni we wrocławskiej dzielnicy Zakrzów w trakcie wydobywania piasku natrafiono na komorę grobową pochodzącą z IV w. n.e., w której obok zwłok kobiety i mężczyzny znalezione zostały przedmioty pochodzące z Imperium rzymskiego.
- 17 kwietnia – wielki pożar zniszczył doszczętnie zabudowę Stryja w Galicji.
- 26 kwietnia – na terenie zaboru pruskiego utworzono Komisję Kolonizacyjną. Komisja Kolonizacyjna otrzymała budżet w wysokości 100 000 marek, i miała za zadanie wykupić polską własność (polskich ziem), i rozparcelować ją wśród Niemców.
- 14 maja – 9 osób zginęło w wyniku przejścia trąby powietrznej nad Krosnem Odrzańskim.
- 18 maja – oddano do użytku szpital psychiatryczny w Rybniku.
- 28 maja – otwarto dworzec kolejowy Brześć Centralny.
- 2 lipca – objawienie Maryjne w Przyłękowie.
- 3 lipca – uruchomiono warszawski wodociąg wraz ze Stacją Filtrów i Stacją Pomp Rzecznych.
- 2 września – w warszawskim dzienniku Słowo ukazał się ostatni odcinek powieści Potop Henryka Sienkiewicza.
- W październiku uruchomiono Opalenicką Kolej Wąskotorową (Najstarsza w wielkopolsce).
- Powstanie Łódzkiego Towarzystwa Lekarskiego w Łodzi.

## Wydarzenia na świecie
- 7 stycznia – Charles de Freycinet został po raz trzeci premierem Francji.
- 29 stycznia – Karl Friedrich Benz opatentował automobil.
- Styczeń-marzec – w 3 amerykańskich miastach (Nowym Jorku, Saint Louis i Nowym Orleanie) rozegrano pierwszy mecz o tytuł mistrza świata w szachach.
- 6 lutego – niemiecki chemik Clemens Winkler odkrył pierwiastek chemiczny german.
- 2 i 3 marca – Charków: Józef Piłsudski wziął udział w studenckich demonstracjach z okazji 25. rocznicy uwłaszczenia, znajdując się potem wśród ponad 150 zatrzymanych przez policję carską.
- 24 marca – Imperium Osmańskie przekazało Bułgarii zwierzchnictwo nad prowincją Rumelia Wschodnia.
- 29 marca – Wilhelm Steinitz został pierwszym mistrzem świata w szachach.
- 3 kwietnia – austriacki astronom Johann Palisa odkrył planetoidę (256) Walpurga.
- 5 kwietnia – astronom Johann Palisa odkrył planetoidę (257) Silesia.
- 6 kwietnia – Vancouver otrzymało prawa miejskie.
- 19 kwietnia – Jamestown w stanie Nowy Jork otrzymało prawa miejskie.
- Maj – w Chicago rozpoczął się strajk robotników występujących przeciwko obniżkom płac, zakończony zamieszkami na Haymarket Square. Zginął wówczas jeden policjant, a siedemdziesięciu demonstrantów raniono. Dla upamiętnienia tych wydarzeń obradujący w Paryżu w 1890 kongres założycielski Drugiej Międzynarodówki wybrał 1 maja jako dzień corocznych obchodów święta robotniczego.
- 1 maja – kulminacja strajku robotników w Chicago w kampanii na rzecz 8-godzinnego dnia pracy.
- 2 maja – wojna Chile i Peru z Hiszpanią: porażka Hiszpanów w bitwie pod Callao.
- 3 maja – koniec strajku w fabryce maszyn rolniczych McCormick w Chicago (błędnie podawaną datą jest 1 maja).
- 4 maja:
  - niemiecki astronom Robert Luther odkrył planetoidę (258) Tyche.
  - w wyniku wybuchu bomby rzuconej w stronę policjantów przez nieznanego sprawcę podczas demonstracji robotniczej w Chicago zginęło 12 osób.
- 8 maja – w Atlancie farmaceuta John S. Pemberton rozpoczął sprzedaż wymyślonego przez siebie napoju, zwanego Coca-Colą.
- 9 maja – Dimitrios Walwis został premierem Grecji.
- 12 maja – po procesie w Lipsku Józef Ignacy Kraszewski został skazany na 3,5 roku twierdzy za szpiegostwo na rzecz Francji.
- 17 maja – założono szkocki klub piłkarski Motherwell F.C.
- 22 maja – król Portugalii Karol I ożenił się z Amelią Orleańską.
- 2 czerwca – w Białym Domu odbył się ślub prezydenta USA Grovera Clevelanda z Frances Folsom.
- 3 czerwca – Pedro Alejandrino del Solar został premierem Peru.
- 5 czerwca – Andrés Avelino Cáceres został po raz drugi prezydentem Peru.
- 10 czerwca – w wyniku wybuchu wulkanu Tarawera na nowozelandzkiej Wyspie Północnej zginęły 153 osoby.
- 13 czerwca – Otto I został królem Bawarii.
- 22 czerwca – św. Kamil de Lellis został ogłoszony przez papieża Leona XIII patronem wszystkich chorych i szpitali.
- 28 czerwca:
  - pierwszy pociąg osobowy wyruszył z Montrealu i 4 lipca dotarł do Port Moody w Kolumbii Brytyjskiej nowo zbudowaną Koleją Transkanadyjską.
  - niemiecki astronom Christian Peters odkrył planetoidę (259) Aletheia.
- 3 lipca – w Mannheim, na Ringstraße zaprezentowano pierwszy prototyp współczesnego samochodu: trzykołowy automobil z silnikiem spalinowym i elektrycznym zapłonem Benz Patent-Motorwagen Nummer 1, konstrukcji Karla Benza.
- 20 lipca – w Wielkiej Brytanii upadł trzeci rząd Williama Ewarta Gladstone’a.
- 24 lipca – Gottlieb Daimler zbudował samochód: czteroosobowy pojazd, stylizowany na karocę, z jednocylindrowym silnikiem o mocy 1,1 KM montowanym pod tylnym siedzeniem. Samochód rozwijał szybkość maksymalną 16 km/godz.
- 25 lipca – w Wielkiej Brytanii powstał drugi rząd lorda Salisbury’ego.
- 31 sierpnia – Charleston zostało niemal całkowicie zniszczone wskutek trzęsienia ziemi.
- 4 września – w Stanach Zjednoczonych zakończyła się ostatnia wojna z Indianami. Były to walki z Apaczami dowodzonymi przez Geronimo.
- 9 września – konwencja berneńska o ochronie dzieł literackich i artystycznych.
- 13 września – założono American Philatelic Society, największe stowarzyszenie filatelistów na świecie.
- 7 października – Hiszpania zniosła niewolnictwo na Kubie.
- 28 października – w Nowym Jorku odsłonięto Statuę Wolności.
- 31 października – w Porto otwarto Most Ludwika I.
- 11 grudnia – Arsenal F.C. (wówczas występujący pod nazwą Dial Square) rozegrał swój pierwszy mecz, pokonując 6:0 drużynę Eastern Wanderers.
- 28 grudnia – Amerykanka Josephine Cochrane opatentowała pierwszą działającą zmywarkę do naczyń.
- W Szwajcarii Julius Maggi rozpoczął produkcję i sprzedaż Maggi-Würze.
- W Niemczech powstał pierwszy samochód, zbudowali go Wilhelm Maybach i Gottlieb Daimler, lecz powszechnie uważa się, że pierwszy samochód zbudował Karl Friedrich Benz.
- Walter Goodall George ustanowił rekord świata w biegu na 1 milę wynikiem 4 min 12 i ¾ s.

## Urodzili się
- 3 stycznia:
  - John Gould Fletcher, amerykański poeta (zm. 1950)
  - Josephine Hull, amerykańska aktorka (zm. 1957)
- 6 stycznia – Stefan Rosental, polski neurolog, psychiatra pochodzenia żydowskiego (zm. 1917)
- 8 stycznia – Edmund Baranowski, polski farmaceuta, samorządowiec, polityk, poseł na Sejm RP (zm. 1939)
- 12 stycznia – Tadeusz Ruge, polski major saperów, inżynier budowlany, polityk, komisaryczny prezydent Poznania (zm. 1939)
- 14 stycznia – Hugh Lofting, amerykański pisarz brytyjskiego pochodzenia (zm. 1947)
- 16 stycznia – Antoni Balcar, polski działacz gospodarczy, narodowy i społeczny, poseł do Sejmu Śląskiego II kadencji (zm. 1961)[1]
- 17 stycznia – Juliusz Poniatowski, polski ekonomista, polityk, minister rolnictwa, wicemarszałek Sejmu (zm. 1975)
- 30 stycznia – Włodzimierz Laskowski, polski duchowny katolicki, męczennik, błogosławiony (zm. 1940)
- 31 stycznia – Maksym Gorlicki, święty męczennik prawosławny, rozstrzelany na dziedzińcu więzienia w Gorlicach (zm. 1914)
- 10 lutego – Jerzy Szaniawski, polski dramaturg, felietonista i pisarz (zm. 1970)
- 13 lutego – Roman Ślaski, polski działacz niepodległościowy, prezydent Lublina (zm. 1963)
- 15 lutego – Dick Bergström, szwedzki żeglarz, medalista olimpijski (zm. 1952)
- 16 lutego – Beata Rank, psychoanalityczka (zm. 1967)
- 17 lutego – Ferdynand González Añón, hiszpański duchowny katolicki, męczennik, błogosławiony (zm. 1936)
- 20 lutego – Frano Gjini, albański biskup katolicki, męczennik, błogosławiony (zm. 1948)
- 23 lutego – Roman Kordys, polski taternik i alpinista, działacz na rzecz turystyki i narciarstwa, prawnik, dziennikarz (zm. 1934)
- 26 lutego – Włodzimierz Konieczny, polski rzeźbiarz, grafik, ilustrator, poeta (zm. 1916)
- 27 lutego – Hugo Black, amerykański prawnik, polityk, senator ze stanu Alabama (zm. 1971)
- 28 lutego:
  - Arthur Ahnger, fiński żeglarz, medalista olimpijski (zm. 1940)
  - Frank Bede-Smith, australijski rugbysta, medalista olimpijski (zm. 1954)
- 1 marca – Oskar Kokoschka, austriacki malarz, poeta i grafik (zm. 1980)
- 2 marca – Kazimierz Jan Piątek, polski kapitan, żołnierz Legionów (zm. 1915)
- 4 marca – Kazimierz Świtalski, premier Polski (zm. 1962)
- 5 marca – Paschalis Fortuño Almela, hiszpański franciszkanin, męczennik (zm. 1936)
- 8 marca – Edward Calvin Kendall, amerykański biochemik, laureat Nagrody Nobla (zm. 1972)
- 11 marca – Edward Śmigły-Rydz, marszałek Polski (zm. 1941)
- 12 marca – Vittorio Pozzo, włoski trener piłkarski (zm. 1968)
- 26 marca – Alfons Górnik, polski prawnik, polityk, prezydent Katowic (zm. 1939)
- 27 marca:
  - Siergiej Kirow, radziecki działacz komunistyczny (zm. 1934)
  - Ludwig Mies van der Rohe, architekt niemiecki, działający również w Stanach Zjednoczonych (zm. 1969)
- 30 marca – Jan Chodorowski, polski oficer, kawaler Orderu Virtuti Militari (zm. 1917 lub 1918)
- 31 marca – Tadeusz Kotarbiński, polski filozof (zm. 1981)
- 3 kwietnia:
  - Stefan Aleksander Okrzeja, polski działacz robotniczy (zm. 1905)
  - Władysław Tatarkiewicz, polski filozof, historyk filozofii i sztuki (zm. 1980)
- 9 kwietnia – Józef Lesiecki, polski taternik, narciarz wysokogórski, ratownik tatrzański, artysta rzeźbiarz (zm. 1914)
- 10 kwietnia – Leon Wetmański, polski duchowny katolicki, biskup pomocniczy płocki, błogosławiony (zm. 1941)
- 15 kwietnia – Tadeusz Kutrzeba, polski generał, historyk (zm. 1947)
- 16 kwietnia – Helena Świtalska, polska nauczycielka, doktor matematyki (zm. 1945)
- 23 kwietnia – Adele Blood, amerykańska aktorka (zm. 1936)
- 24 kwietnia – Zygmunt Klemensiewicz, polski fizyk, chemik i taternik (zm. 1963)
- 25 kwietnia – Teofil Bromboszcz, polski duchowny katolicki, biskup pomocniczy katowicki (zm. 1937)
- 2 maja – Gottfried Benn, niemiecki lekarz, pisarz i eseista (zm. 1956)
- 15 maja – Per Bergman, szwedzki żeglarz, medalista olimpijski (zm. 1950)
- 17 maja – Alfons XIII, król Hiszpanii (zm. 1941)
- 20 maja – Erik Lindqvist, szwedzki żeglarz, medalista olimpijski (zm. 1934)
- 25 maja – Leopold Połoszynowicz, polski oficer (zm. 1948)
- 26 maja – Al Jolson, amerykański pianista, autor piosenek, aktor i komik (zm. 1950)
- 4 czerwca – Halvor Hansson, norweski generał (zm. 1956)
- 6 czerwca:
  - Henryk Bekker, żydowski działacz polityczny i społeczny, przewodniczący Judenratu w getcie lubelskim (zm. 1942)
  - Paul Dudley White, amerykański kardiolog (zm. 1973)
- 7 czerwca – Henri Coandă, rumuński inżynier i konstruktor lotniczy (zm. 1972)
- 18 czerwca:
  - Anna Byczkowa, rosyjska komunistka, rewolucjonistka, działaczka gospodarcza i państwowa (zm. 1985)
  - George Mallory, brytyjski alpinista, himalaista (zm. 1924)
  - David Meredith Seares Watson, brytyjski zoolog, paleontolog (zm. 1973)
  - Alexander Wetmore, amerykański ornitolog, paleontolog (zm. 1978)
- 26 czerwca:
  - Jan Niemierski, polski podpułkownik piechoty, samorządowiec, prezydent Rzeszowa (zm. 1941)
  - Max Odoy, niemiecki malarz, grafik i ilustrator książek (zm. 1976)[2]
- 29 czerwca:
  - Ada Sari, polska śpiewaczka operowa (sopran koloraturowy), aktorka, pedagog (zm. 1968)
  - William Fielding Ogburn, amerykański socjolog i statystyk (zm. 1959)
  - Robert Schuman, jeden z ojców UE, premier i minister spraw zagranicznych Francji (zm. 1963)
- 1 lipca – Icchak Kacenelson, żydowski poeta i dramaturg tworzący w języku jidysz i hebrajskim (zm. 1944)
- 4 lipca – Jerzy Hulewicz, polski pisarz, teoretyk sztuki, grafik i malarz (zm. 1941)
- 8 lipca – Karol Rudolf, polski generał, prawnik, polityk, działacz sportowy (zm. 1952)
- 11 lipca – Boris Grigorjew (ros. Борис Дмитриевич Григорьев), rosyjski malarz (zm. 1939)
- 23 lipca – Władysław Szafer, polski botanik, profesor UJ (zm. 1970)
- 2 sierpnia – Alfred Fiderkiewicz, polski działacz ruchu robotniczego, polityk, prezydent Krakowa (zm. 1972)
- 4 sierpnia – Dominik Jędrzejewski, polski duchowny katolicki, męczennik, błogosławiony (zm. 1942)
- 17 sierpnia – Stefan Bryła, polski inżynier, pionier spawalnictwa, polityk (zm. 1943)
- 24 sierpnia – Einar Torgersen, norweski żeglarz, medalista olimpijski (zm. 1946)
- 25 sierpnia – Helena Sierakowska, polska arystokratka, działaczka społeczna (zm. 1939)
- 26 sierpnia – Zefiryn Namuncurá, Indianin Mapucze, salezjanin, błogosławiony katolicki (zm. 1905)
- 27 sierpnia – Angela Piskernik, austriacko-jugosłowiańska botaniczka (zm. 1967)
- 29 sierpnia – Ernest Cieślewski, polski pilot, podpułkownik (zm. 1942)
- 11 września – Jerzy Kossak, polski malarz, syn Wojciecha Kossaka (zm. 1955)
- 13 września – Robert Robinson, brytyjski chemik, laureat Nagrody Nobla (zm. 1975)
- 14 września:
  - Helena Bursche, polska nauczycielka, działaczka społeczna (zm. 1975)
  - Stanley Ketchel, amerykański bokser pochodzenia polskiego (zm. 1910)
- 16 września – Marian Żółkiewski, polski oficer, kawaler Orderu Virtuti Militari (zm. ?)
- 19 września – January Sánchez Delgadillo, meksykański duchowny katolicki, męczennik, święty (zm. 1927)
- 22 września – Michał Gierlotka, polski górnik, działacz narodowy (zm. 1921)[3]
- 26 września – Wacław Głazek, polski inżynier, prezydent Łodzi (zm. 1941)
- 30 września – Jerzy Maślanka, polski taternik, alpinista, inżynier (zm. 1961)
- 6 października – Leopold Marcin Karasiński, polski architekt (zm. 1952)
- 7 października:
  - Kurt Schmitt, niemiecki ekonomista, działacz nazistowski (zm. 1950)
  - Maksymilian Wilimowski, polski lekarz chirurg, doktor medycyny, działacz narodowy (zm. 1951)
- 10 października – Anna Gruszecka, polska lekarz psychiatra (zm. 1966)
- 12 października – Karl Dane, duński aktor (zm. 1934)
- 16 października – Dawid Ben Gurion, żydowski polityk, pierwszy premier Izraela (zm. 1973)
- 18 października – Helena Boguszewska, polska pisarka (zm. 1978)
- 20 października – Jan Kanty Lorek, polski duchowny katolicki, biskup sandomierski (zm. 1967)
- 1 listopada – Hermann Broch, austriacki pisarz (zm. 1951)
- 2 listopada – Maria Zandbang, polska amazonka, jedna z prekursorek jeździectwa kobiecego w Polsce (zm. 1972)
- 3 listopada – Hans Næss, norweski żeglarz, medalista olimpijski (zm. 1958)
- 5 listopada – Anna Makandina, rosyjska mniszka prawosławna (zm. 1938)
- 13 listopada – Jerzy Lande, prawnik, profesor, fotografik, taternik (zm. 1954)
- 15 listopada – Ferdynand Sznajdrowicz, ksiądz, proboszcz Parafii św. Bartłomieja w Lipowej w latach 1924–1940 (zm. 1940)
- 19 listopada:
  - Fernand Crommelynck, belgijski dramaturg (zm. 1970)
  - Sigurd Holter, norweski żeglarz, medalista olimpijski (zm. 1963)
- 29 listopada – Marian Leopold Słonecki, polski malarz, konserwator dzieł sztuki (zm. 1969)
- 5 grudnia:
  - Henryk Hescheles, polski dziennikarz, pisarz, tłumacz, krytyk literacki i teatralny pochodzenia żydowskiego (zm. 1941)
  - Rose Wilder Lane, amerykańska pisarka, dziennikarka (zm. 1968)
  - Karol Mikołaj Radziwiłł, polski ziemianin, major (zm. 1968)
- 9 grudnia – Antoni Szuszkiewicz, polski oficer, kawaler Orderu Virtuti Militari (zm. 1979)
- 15 grudnia – Wanda Krahelska, działaczka Polskiej Partii Socjalistycznej, członkini Organizacji Bojowej PPS, współtwórczyni Rady Pomocy Żydom „Żegota” (zm. 1968)
- 21 grudnia – Jan Szkuta, major kawalerii Wojska Polskiego, działacz niepodległościowy, kawaler Orderu Virtuti Militari, komisaryczny burmistrz Pucka (zm. 1937)
- 24 grudnia – Jan Reliszko, polski oficer, kawaler Virtuti Militari (zm. 1937)
- 29 grudnia – Arthur Wilson, brytyjski rugbysta, medalista olimpijski (zm. 1917)
- data dzienna nieznana: 
  - Szymon Qin Chunfu, chiński męczennik, święty katolicki (zm. 1900)
  - Dawid Remez, izraelski polityk (zm. 1951)
  - Anna Wang, chińska męczennica, święta katolicka (zm. 1900)

## Święta ruchome
- Tłusty czwartek: 4 marca
- Ostatki: 9 marca
- Popielec: 10 marca
- Niedziela Palmowa: 18 kwietnia
- Pamiątka śmierci Jezusa Chrystusa: 18 kwietnia
- Wielki Czwartek: 22 kwietnia
- Wielki Piątek: 23 kwietnia
- Wielka Sobota: 24 kwietnia
- Wielkanoc: 25 kwietnia
- Poniedziałek Wielkanocny: 26 kwietnia
- Wniebowstąpienie Pańskie: 3 czerwca
- Zesłanie Ducha Świętego: 13 czerwca
- Boże Ciało: 24 czerwca